# Freddy Rens
Frédéric (Freddy) Rens (Brussel, 25 december 1936) is een Belgisch voormalig hockeyer.

## Levensloop
Rens was actief bij RRC Bruxelles.
Daarnaast maakte hij deel uit van het Belgisch hockeyteam. Met de nationale ploeg nam hij onder meer deel aan de Olympische Zomerspelen van 1960 en 1964.